# Ornamento islâmico

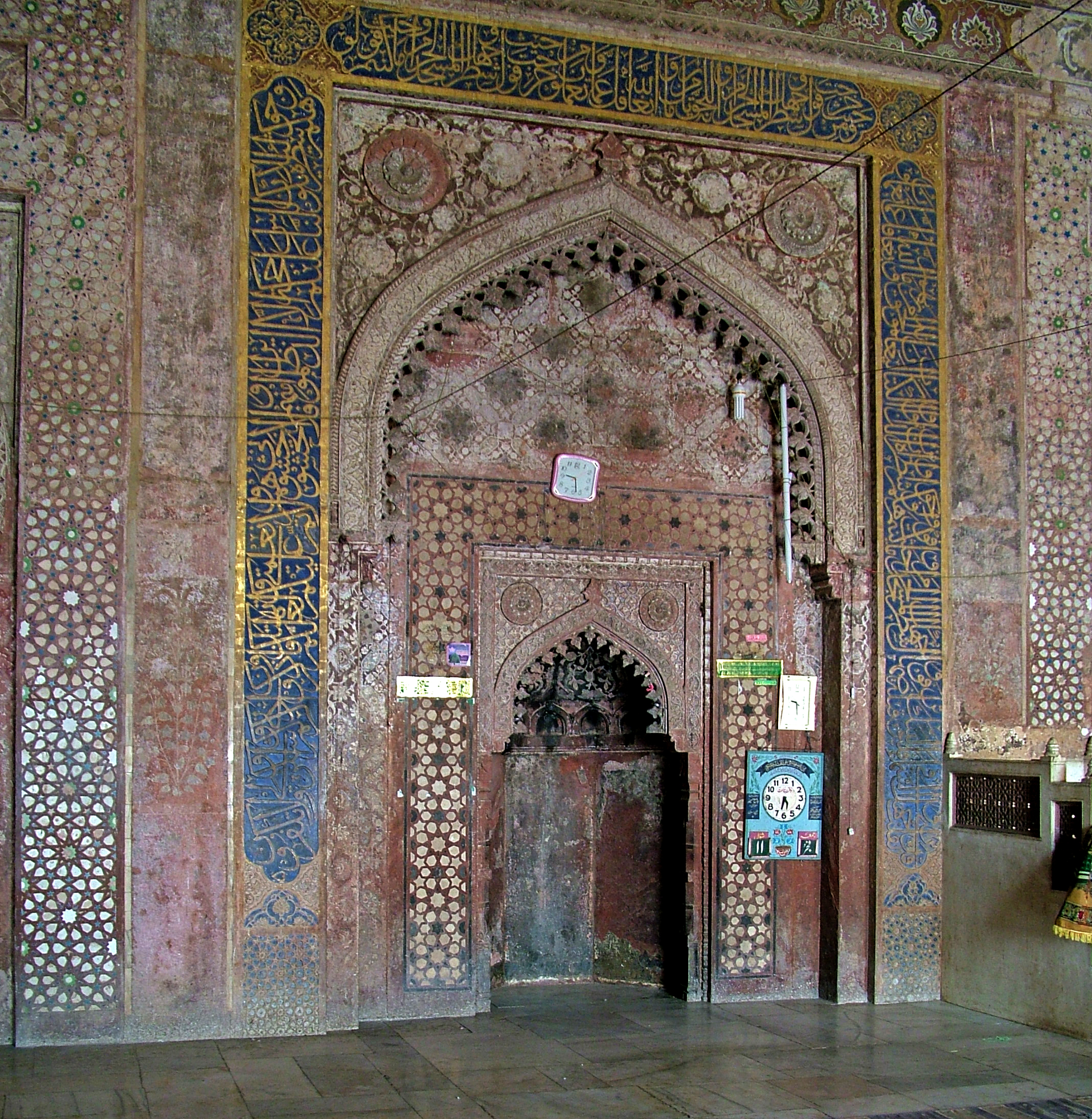
Padrões en, arabescos e caligráficos enfeitando o mirabe da de Fatehpur Sikri, Índia

O ornamento Islâmico é o uso de padrões decorativos na arte islâmica. De forma geral, podem serem divididos entre o arabesco, que se utiliza de elementos curvos baseados em plantas; padrões geométricos [en] com linhas retas ou curvas regulares e caligrafia, consistindo de textos religiosos com uma aparência estilizada, usados tanto de forma decorativa ou para passar um significado. Todos envolvem um entrelaçamento colaborativo e geralmente os três estilos são utilizados em conjunto.
A decoração islâmica teve uma influência significativa nas artes europeias, especialmente no arabesco ocidental.

## Visão geral

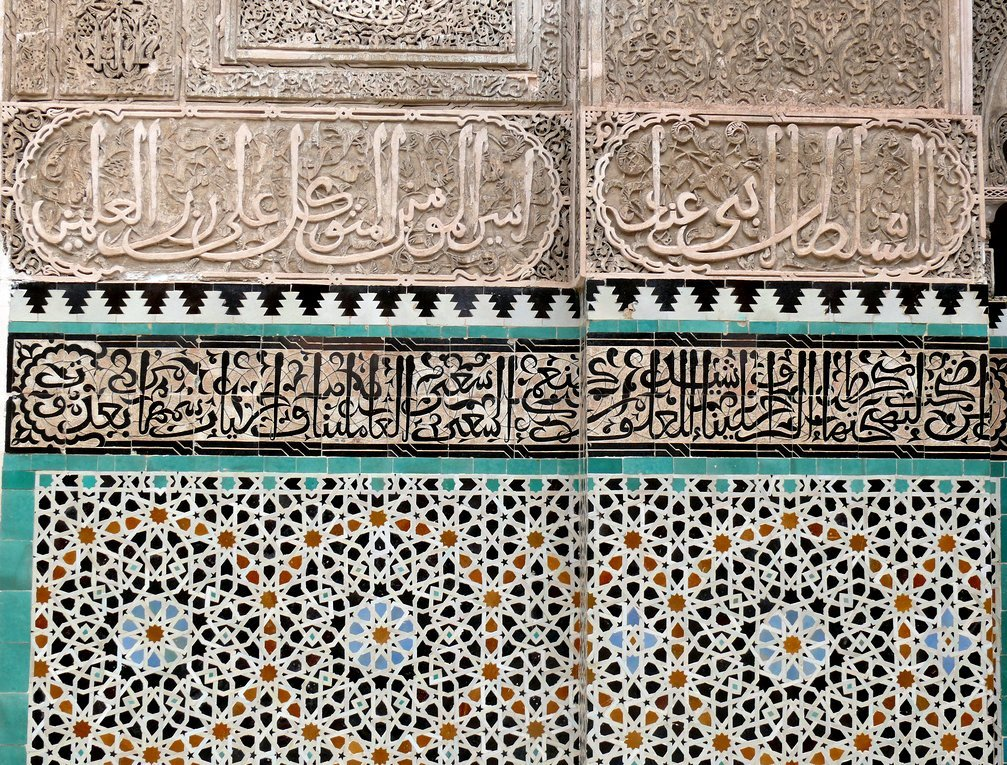
Mosaico de azulejos zellige: decoração com estuque com caligrafia árabe e arabescos na Madraça Bu Inania, Fez

Em grande parte a arte islâmica evita imagens figurativas para evitar tornar-se objetos de louvor. Este aniconismo [en] na cultura islâmica levou os artistas a explorarem arte não figurativa e criaram uma mudança estética na direção de  decorações baseadas na matemática. Os padrões geométricos islâmicos se derivam dos padrões simples utilizados em cultturas anteriores: Grega, Romana e Sassânida. Existem três formas de decoração islâmica, com as outras sendo o arabesco (baseado em curvas e galhos no estilo de plantas) e a caligrafia islâmica; de forma frequente, os três são utilizados em conjunto em mosaicos, estuque, tijolos e cerâmica na decoração de edifícios e objetos religiosos.
Autores como Keith Critchlow [en] argumenta que os psdrões são criados para levar o espectador a ter um entendimento da realidade, em vez de ser uma mera decoração, como os escritores unicamente interessados nos padrões levam a entender. Na cultura islâmica, acredita-se que os padrões sejam a ponte com o reino espiritual, o instrumento da purificação da mente e da alma. David Wade declara que "Muito da arte do Islã, seja na arquitetura, cerâmica, textiles ou livros, é a arte da decoração - o que quer dizer, da transformação." Wade argumenta que o objetivo é o de transfigurar, transformar mosteiros "em leveza e padrão", enquanto "as páginas decoradas de um Corão podem transformar-se em janelas para o infinito." Contra isso, Doris Behrens-Abouseif declara em seu livro Beauty in Arabic Culture que uma "diferença principal" entre o pensamento filosófico da Europa Medieval e do mundo Islâmico é de que os conceitos de bom e lindo são separados na cultura Arabe. Ela argumenta que a beleza, seja na poesia ou artes visuais, era aproveitada "por si mesma, sem pensar em critérios religiosos ou morais".

## Arabesco

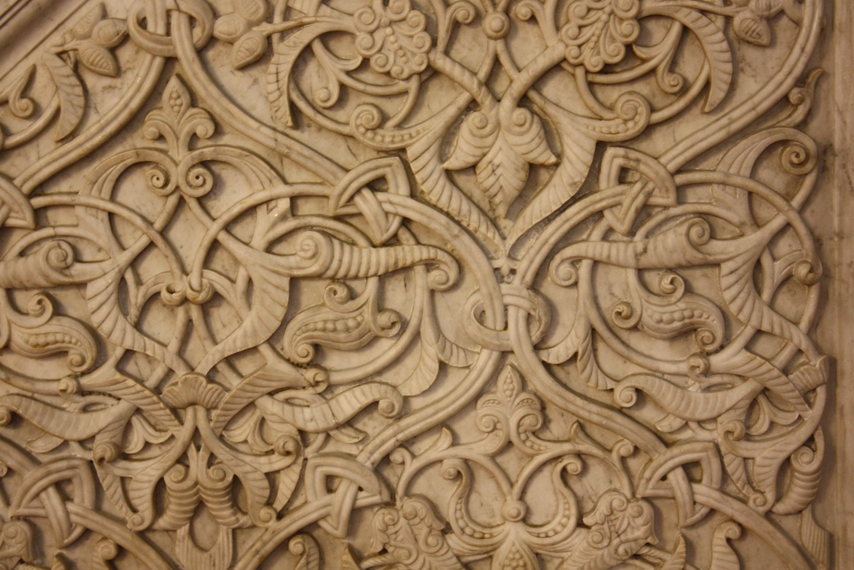
Relevo de pedra com arabescos de gavinhas, palmetas e meio palmetas no Mesquita dos Omíadas em Damasco

O arabesco islâmico é uma forma de decoração artística consistindo de "padrões rítmicos e lineares de folhagem de rolagem e entrelaçamento, gavinhas" ou linhas simples, geralmente combinados com outros elementos. Geralmente consiste de um único design que pode ser "montado" ou repetido tantas vezes quanto desejado.

## Padrões geométricos

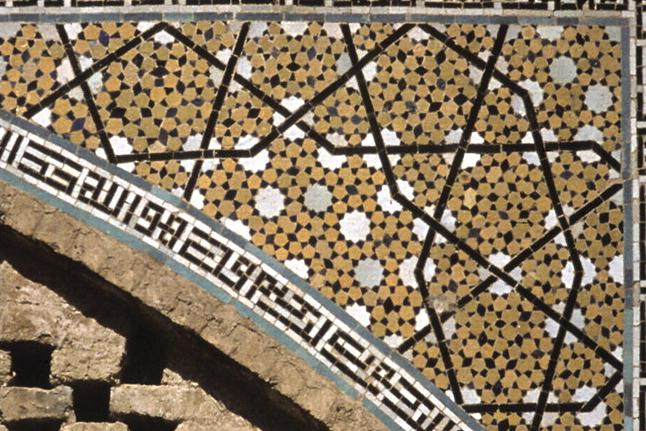
Padrão geométrico en no en, Isfahan

Os designs geométricos na arte islâmica são geralmente feitos com combinações de quadrados e círculos repetidos, que podem ser sobrepostos e interpelados, tal como arabescos, com os quais são geralmente combinados, para formarem padrões intrincados e complexos, incluindo uma grande variedade de tesselações. Estes podem constituir uma decoração inteira, podem formar uma base para um embelezamento floral ou caligráfico oi podem ir para o fundo ao redor de outros temas. A complexidade e variedade dos padrões usados evoluíram de estrelas simples e drágeas no século nove, através de uma variedade de padrões de 6 a 13 pontos no século 13 e finalmente incluíram estrelas de 14 e 16 pontos no século 16.

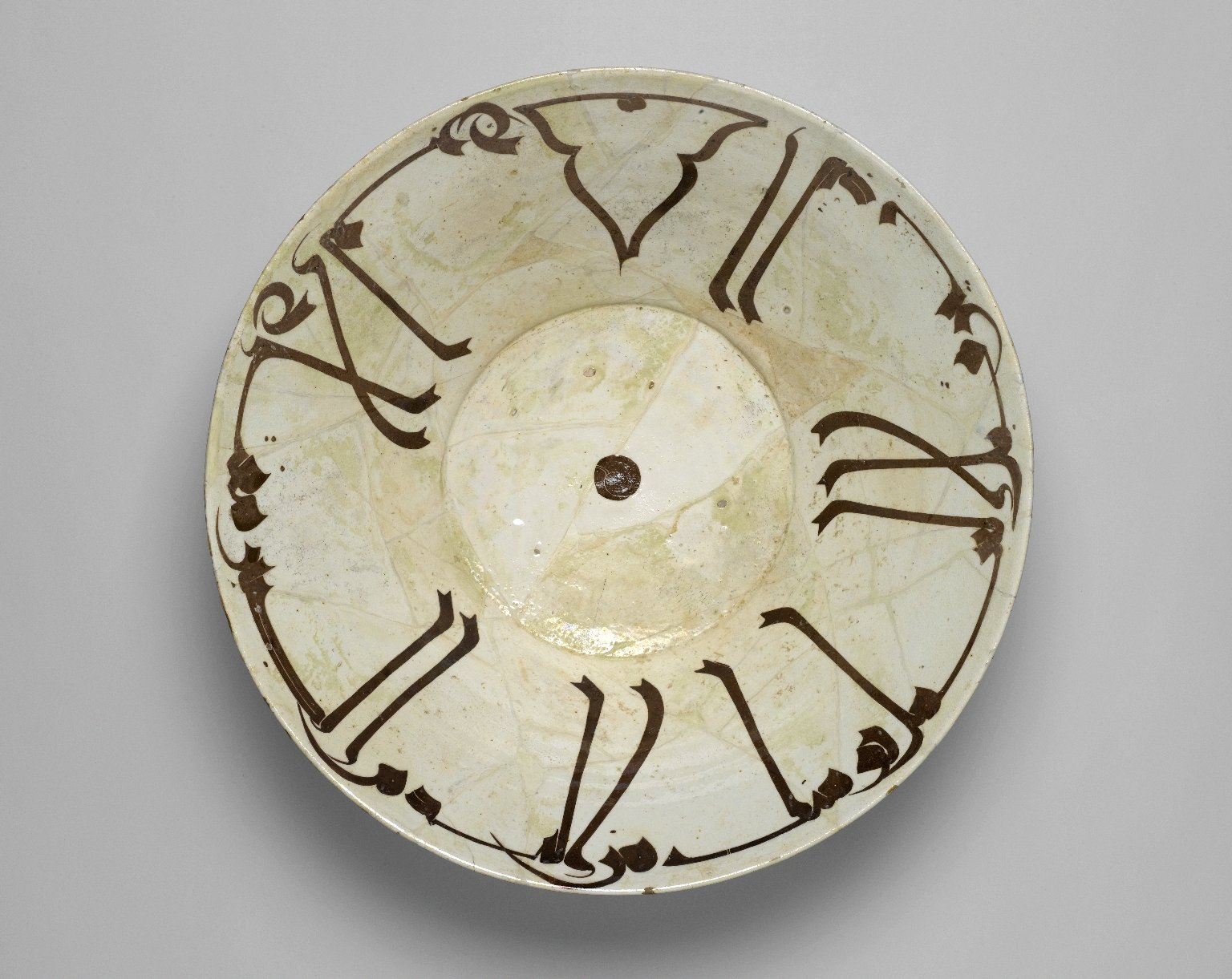
Tigela decorada com caligrafia cúfica, século X

Padrões geométricos ocorrem numa variedade de formas na arte e arquitetura islâmica, incluindo carpetes kilim, girih [en] persa e azulejos zellige marroquino, abóbada decorativa de muqarnas, jali (gelosias de pedra esculpida e perfurada), cerâmica, couro, vitral, carpintaria e metalurgia.

## Caligrafia
A caligrafia é o elemento central da arte islâmica, combinando tanto o apelo estético quanto uma mensagem religiosa. Por vezes é a forma dominante de ornamento; outras vezes, é combinado com o arabesco. A caligrafia é usada para decorar edifícios como mesquitas, madraças e mausoléus; objetos de madeira como caixões e cerâmica como ladrilhos e tigelas.

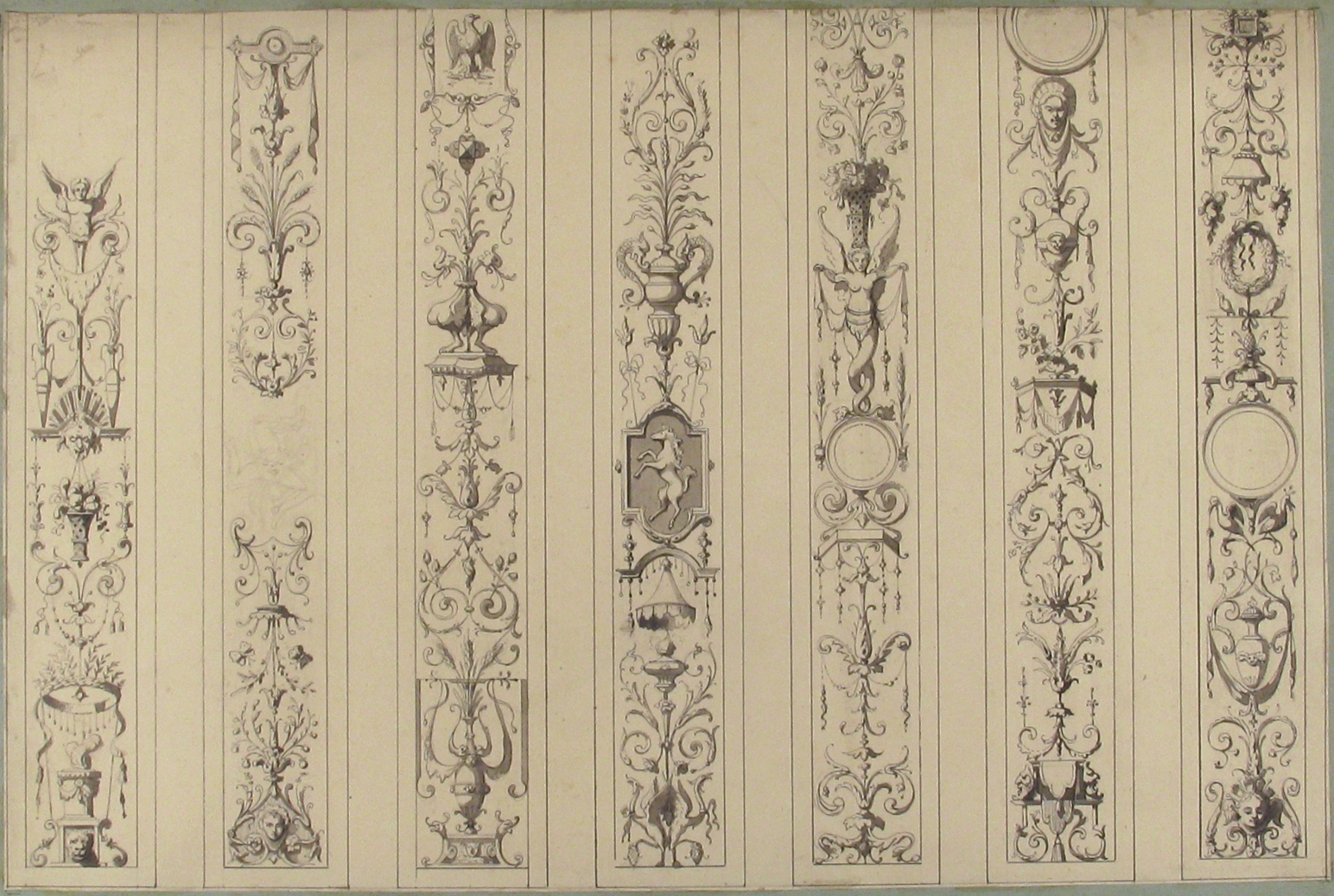
Sete painéis de arabescos ocidentais, Farnsborough, Inglaterra. Desenhos por Jules Lachaise e Eugène-Pierre Gourdet, 1880-1886

## Influência nos ornamentos ocidentais
Um estilo ocidental de ornamento baseado no arabesco islâmico desenvolveu-se na Europa a partir da Veneza do século XV; tem sido chamado Moresque [en] ou arabesco ocidental. Tem sido usado numa grande variedade de artes decorativas, especialmente em design de livros e encadernação. Mais recentemente, William Morris, do movimento de Arts & Crafts, foi influenciado pelos três tipos de ornamentos islâmicos.